# Дигидроальдостерон
Дигидроальдостерон (5α-Дигидроальдостерон, 5α-ДГА) — стероидный гормон, метаболит альдостерона, образующийся при участии фермента 5α-редуктазы. Это мощный антинатриуретический агент, похожий на альдостерон, но несколько отличающийся от него. Вырабатывается в почках.